# Портрет Владимира Ивановича Каблукова
«Портрет Владимира Ивановича Каблукова» — картина Джорджа Доу и его мастерской, из Военной галереи Зимнего дворца, с авторским повторением из собрания Государственного исторического музея.
Картина представляет собой погрудный портрет генерал-майора Владимира Ивановича Каблукова из состава Военной галереи Зимнего дворца.
К началу Отечественной войны 1812 года полковник Каблуков командовал эскадроном в Кавалергардском полку, участвовал в Бородинском и Тарутинском сражениях, сражениях под Малоярославцем и Красным. Во время Заграничных походов 1813 и 1814 годов отличился в Кульмском бою, а за сражение под Фер-Шампенуазом был произведён в генерал-майоры.
Изображён в генеральском колете Кавалергардского полка, введённом в 1812 году, и кирасе. Через плечо переброшена анненская лента, поверх которой надета лядуночная перевязь. Слева на груди звезда ордена Св. Анны 1-й степени; на шее крест прусского ордена Красного орла; справа на груди кресты орденов Св. Георгия 4-го класса и Св. Владимира 4-й степени с бантом, серебряная медаль «В память Отечественной войны 1812 года» на Андреевской ленте, бронзовая дворянская медаль «В память Отечественной войны 1812 года» на Владимирской ленте, кресты австрийского ордена Леопольда 3-й степени и баварского Военного ордена Максимилиана Иосифа, правее и ниже лядуночной перевязи Кульмский крест. С тыльной стороны картины надписи: Kablukof и Geo Dave RA pinxt . Подпись на раме: В. И. Каблуковъ 2й, Генералъ Маiоръ.
Несмотря на то, что 7 августа 1820 года Комитетом Главного штаба по аттестации Каблуков был включён в список «генералов, служба которых не принадлежит до рассмотрения Комитета», фактическое решение о написании его портрета состоялось гораздо раньше, поскольку ещё 17 декабря 1819 года Доу получил аванс за написание этого портрета, а оставшаяся часть гонорара ему была выплачена 17 мая 1820 года. Готовый портрет поступил в Эрмитаж 7 сентября 1825 года. Поскольку на портрете изображены чрезплечная Анненская лента и звезда ордена Св. Анны 1-й степени, которым Каблуков был награждён 12 октября 1821 года, портрет был закончен после этой даты.

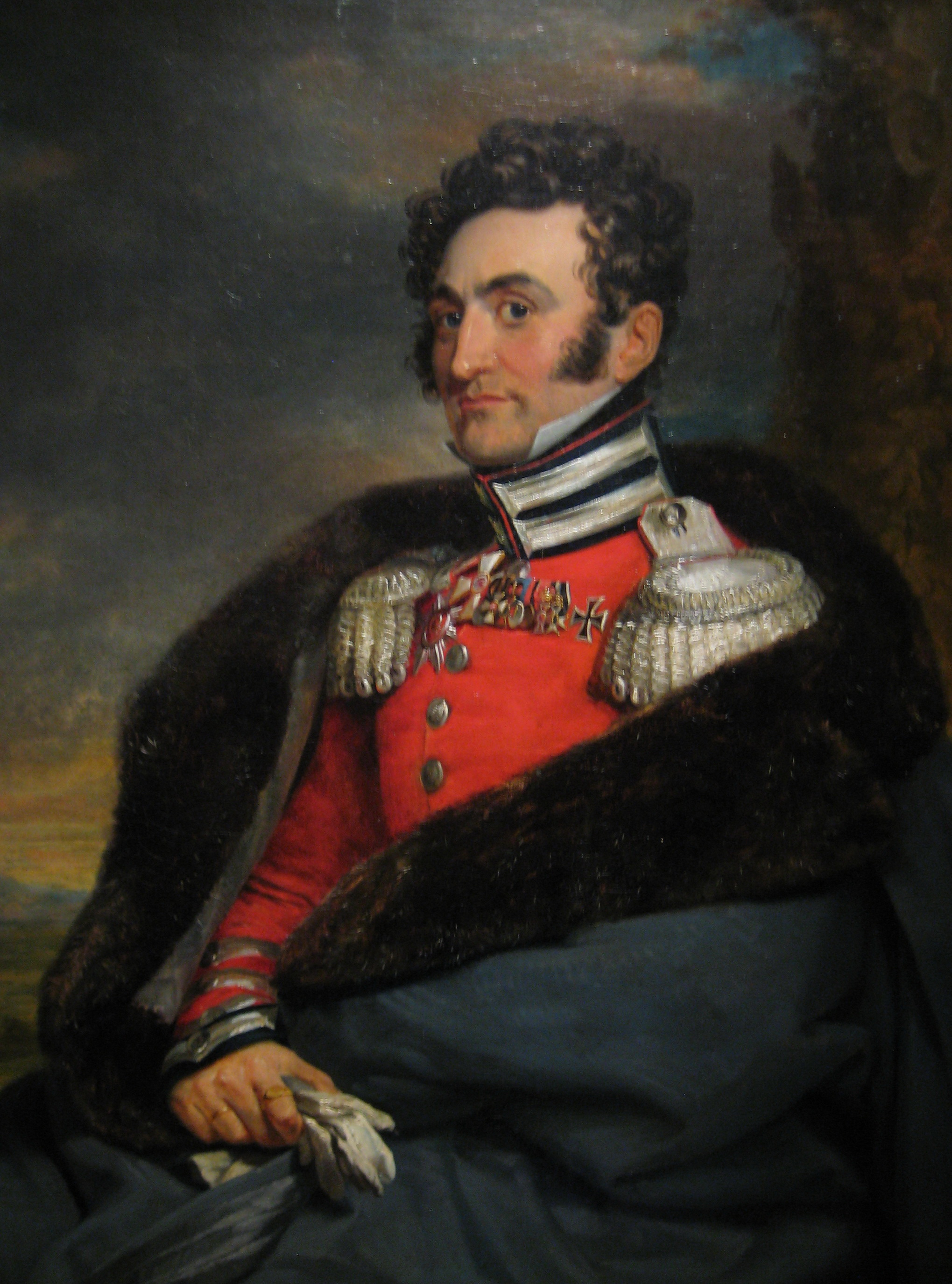
Портрет Каблукова работы Доу из фондов ГИМа

В. К. Макаров назвал этот портрет одной из лучших работ Доу.
В фондах Государственного исторического музея хранится другой портрет Каблукова работы Доу, здесь Каблуков изображён в генеральском вицмундире Кавалергардского полка образца 1814 года, укутавшись в шинель с меховым воротником. Этот портрет также был исполнен после октября 1821 года, поскольку набор наград на нём идентичен галерейному (холст, масло; 120 × 91 см, инвентарный № И I 2912).